# Tuguan (köpinghuvudort i Kina, Yunnan Sheng, lat 24,95, long 102,20)
Tuguan (kinesiska: T’u-kuan-ts’un, 土官, 土官镇) är en köpinghuvudort i Kina. Den ligger i provinsen Yunnan, i den sydvästra delen av landet, omkring 50 kilometer väster om provinshuvudstaden Kunming. Antalet invånare är 12 610. Befolkningen består av 5 957 kvinnor och 6 653 män. Barn under 15 år utgör 18,0 %, vuxna 15-64 år 73 %, och äldre över 65 år 8,0 %.
Runt Tuguan är det ganska tätbefolkat, med 108 invånare per kvadratkilometer. Närmaste större samhälle är Caopujie, 18,2 km öster om Tuguan. I omgivningarna runt Tuguan växer i huvudsak blandskog.
Genomsnittlig årsnederbörd är 912 millimeter. Den regnigaste månaden är juni, med i genomsnitt 182 mm nederbörd, och den torraste är februari, med 9 mm nederbörd.